# Lake Ō-ike
Lake Ō-ike (japanisch 大池 Ō-ike, norwegisch Stortjørna, beiderseits übersetzt Großer Weiher) ist ein See im Osten der Ongul-Insel vor der Prinz-Harald-Küste des ostantarktischen Königin-Maud-Lands. Er liegt unmittelbar südöstlich der Ebene Shōwa Flat.
Vermessungen und Luftaufnahmen aus dem Jahr 1957 einer von 1957 bis 1962 durchgeführten japanischen Antarktisexpedition, infolge derer auch die Benennung erfolgte, dienten seiner Kartierung. Diese Benennung übertrug das US-amerikanische Advisory Committee on Antarctic Names 1968 ins Englische.